# Spiniabdomina flava
Spiniabdomina flava là một loài ruồi trong họ Tachinidae.